# Улф Мерболд
Улф Ди́трих Ме́рболд (на немски: Ulf Dietrich Merbold; е роден на 20 юни 1941 г. в Грайц, Тюрингия, Германия) – първият западногермански и втори немски астронавт, а така също и първи астронавт на ЕКА. Първият неамериканец, извършил полет на американски космически кораб. Заедно с Байрън Лихтенберг става първият специалист по полезни космически товари на борда на системата „Спейс Шатъл“.
Роден е на 40 км от мястото, където е роден първият немски космонавт Зигмунд Йен. Израснал в Източна Германия. След завършване на училище през 1960 г. Улф Мерболд, както и хиляди други немци преди построяването на Берлинската стена, избягал във ФРГ. Учил физика в Щутгартския университет до 1968 г., а в 1976 г. става доктор по естествени науки.
На 18 май 1978 г. е сред тримата финалисти (заедно с Убо Окелс и Клоди Николие) избрани от ЕКА за изпълнение на полета като специалист по полезни товари – модула „Спейслаб“. През 1982 г. той бил назначен за основен специалист и през 1983 г. извършил своя първи полет на борда на космическия кораб „Колумбия“ (STS-9).
През 1984 – 1985 г. взема участие в подготовката на първата немска лаборатория D-1 и е дубльор по време на подготовката за полета на Чалънджър мисия STS-61A.
През 1986 г. У. Мерболд оглавява отряда от астронавти на немската космическа агенция DLR.
През 1988 г. НАСА назначава Мерболд за специалист по полезни товари в мисия IML-1 (микрогравитационна лаборатория), която е осъществена януари 1992 г. на STS-42. На следващата година става научен координатор на втората немска мисия „Спейслаб“, D-2 (STS-55).
През 1993 г. Улф Мерболд започва подготовка в ЦПК „Ю. А. Гагарин“ като първия от двата руско-европейски полета на станцията „Мир“ по програмата Евромир-1. През 1994 г. той става първи от астронавтите на ЕКА, извършил полет на руски космически кораб Союз ТМ-20.
Сумарната продължителност от трите космически полета е 49 денонощия 21 часа 38 минути 4 секунди.
От януари 1995 г. оглавява отряда на астронавтите от ЕКА в Кьолн. От края на октомври 1999 до 30 юли 2004 г. е работил в Управлението на пилотируемите полети и в Европейския център за космически изследвания и технологии в Нордвейк.
Женен, с 2 дъщери.